# قرصعنة الأغنام
قرصعنة الأغنام (الاسم العلمي:Eryngium ovinum) هي نوع من النباتات تتبع جنس القرصعنة من الفصيلة الخيمية.